# Corynethrix
Corynethrix là một chi nhện trong họ Thomisidae.